# Шнайдер, Дитмар
Шна́йдер, Ди́тмар (нем. Dietmar Schneider; род. 28 октября 1943 г., Рабенштайн, сегодня — район Хемница) — врач ГДР и Германии, терапевт, невролог, профессор Университетской клиники Лейпцига (1997 г.), специалист по лечению неврологических пациентов в области реаниматологии и интенсивной терапии.

## Биография
Дитмар Шнайдер учился на медицинском факультете Лейпцигского университета с 1963 по 1969 годы. В 1969 году защитил кандидатскую диссертацию на тему из области геронтологии («Возрастная гипопротеинемия у клинических пациентов»). Получил две специализации: терапия (1974 г.) и неврология /психиатрия (1979 г.).
Его профессиональными интересами стали реаниматология и интенсивная терапия. В Университетской клинике Лейпцига он проработал 45 лет. Сначала им вместе с коллегой Лотаром Энгельманном там было создано «Отделение интенсивной терапии», которого ранее не существовало. На протяжении 15 лет они работали над его усовершенствованием. В результате чего оно стало ведущим центром нехирургической интенсивной терапии в ГДР. Инновационным в нём на тот момент было многое: блок реанимации и блок интенсивного наблюдения были соединены друг с другом и с центральным блоком мониторинга пациентов; машина скорой помощи подвозила пациентов непосредственно к реанимации; у отделения имелась собственная круглосуточная лаборатория и гемодиализ.
Как специалист в области интенсивной терапии Дитмар Шнайдер занимался кардиостимуляцией (1972—1975 г.г.), коронарной ангиографией (1986—1987 г.г.), консультированием нейрохирургов и ортопедовУниверситетской клиники Лейпцига (1981—1987 г.г.). В 1987 году он перешел в «Отделение неврологии», где стал специалистом по экстренному КТ черепа (1987—1999 г.г.), а также консультировал врачей Лейпцигского кардиологического центра (1987—1996 г.г.). В 1993 году под руководством Дитмара Шнайдера было открыто новое современное «Отделение интенсивной терапии для лечения неврологических пациентов», частью которого стало специализированное «Инсультное отделение» (Stroke Unit). В 2009 году обе части отделения переехали в новое здание в «Центре консервативной медицины». Его оборудовали 21 местом для искусственной вентиляции легких, 12 из которых были сертифицированы как региональное инсультное отделение. «Отделение интенсивной терапии для лечения неврологических пациентов» находилось рядом с «Отделением интенсивной терапии внутренних болезней» под руководством Лотара Энгельманна. В 2009 году Дитмар Шнайдер передал руководство «Отделением интенсивной терапии для лечения неврологических пациентов» своим преемникам и посвятил себя работе над исследованиями инсульта до 2011 года, а затем перешел на работу в «Отделение анестезиологии и интенсивной терапии» в качестве руководителя нового подразделения — «Отделения гипербарической оксигенации» (ГБО) с установленными там барокамерами. Там он занимался до 2014 года созданием круглосуточной службы оказания неотложной помощи методами гипербарической медицины.
Как ученый Дитмар Шнайдер в начале карьеры занимался биохимическими темами в области гериатрии, а также гистоморфологическими вопросами в контексте подготовки пациентов к трансплантации костного мозга. Впоследствии фокус его исследований сместился в сторону реаниматологии и интенсивной терапии, в том числе, темами его работ были кома и апаллический синдром, церебральная гипоксия и ишемия, мозговая реанимация и мониторинг гомеостаза мозга. Позднее, после объединения Германии, Шнайдер особенно интенсивно занимался исследованиями инсульта. С 1998 года его рабочая группа изучала использование гипербарической оксигенации (ГБО) при острой очаговой ишемии мозга, проводя эксперименты на животных.

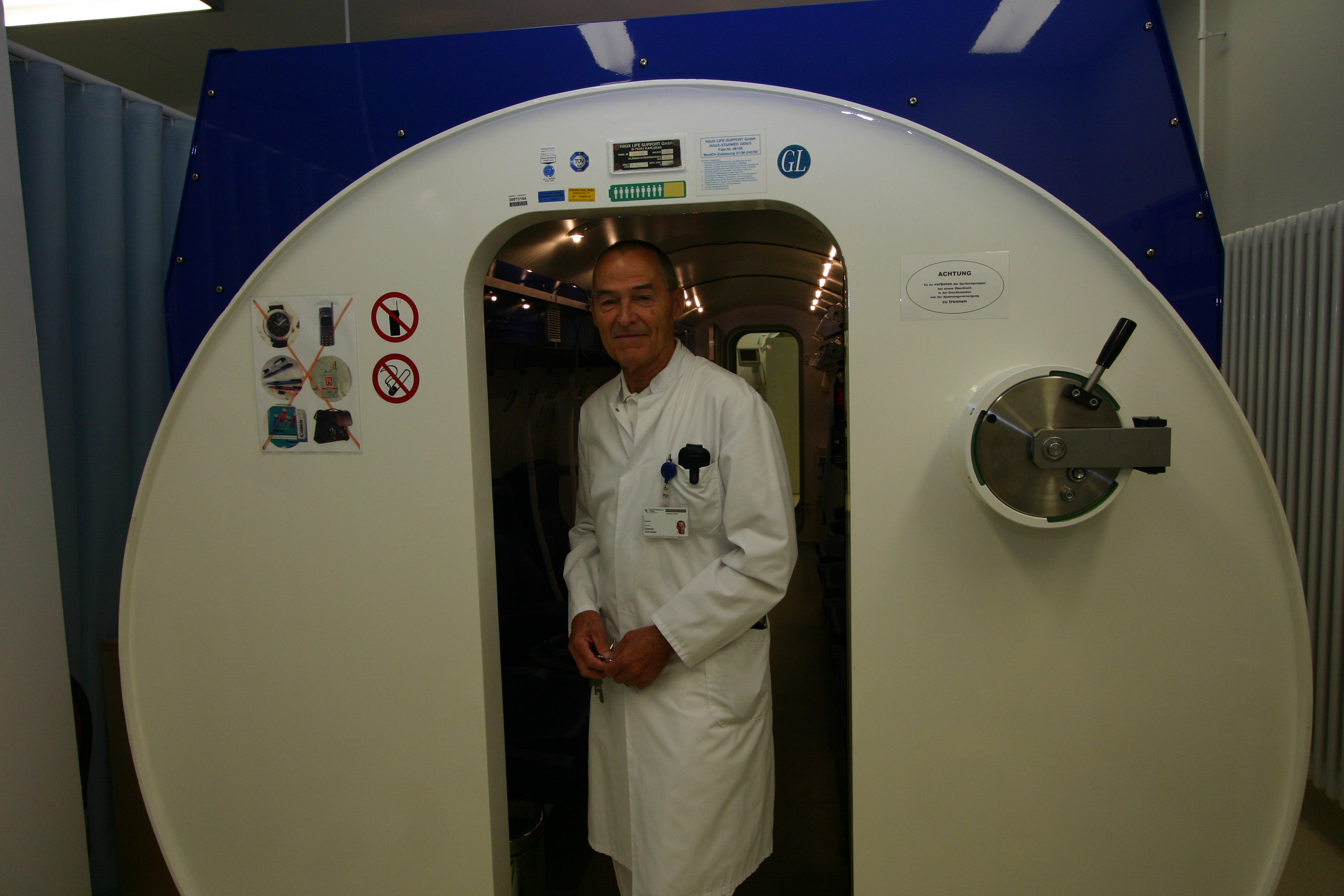
Дитмар Шнайдер в многоместной барокамере в Университетской клинике Лейпцига

Для исследований были установлены 4 барокамеры, в том числе камера для экспериментов на животных, камера на одного человека и камера интенсивной терапии для нескольких человек. В рамках проекта была защищена одна докторская диссертация (автор — Доминик Михальски) и восемь кандидатских. С 2015 года при Университетской клинике Лейпцига работает «Лейпцигский гипербарический медицинский центр реаниматологии и интенсивной терапии», решающий вклад в создание которого внес Дитмар Шнайдер.
Шнайдер был с 1976 по 1992 годы по совместительству одним из заместителей главного врача Службы скорой помощи Лейпцига. С 1994 года он является врачом-экспертом по установлению диагноза смерти мозга в восточных регионах Германии, а с 2014 — уполномоченным по донорству органов Саксонской земельной врачебной палаты SLÄK.

## Научные работы
- под ред. Köhler, Heinz; Schneider, Dietmar; Engelmann, Lothar. Intensivmedizin. Innere Medizin und Grenzgebiete. [Интенсивная терапия. Внутренние болезни и смежные области]. — Leipzig: Johann Ambrosius Barth, 1982. — Лицензионный номер книги в ГДР 793 643 9
- под ред. Schneider, Dietmar. Zerebrale Hypoxie und Ischämie vaskulär-zirkulatorischer Ätiologie. [Церебральная гипоксия и ишемия васкулярно-циркуляторной этиологии] — Leipzig: Johann Ambrosius Barth, 1982. Лицензионный номер книги в ГДР 793 709 5
- под ред. Feudell, Peter; Schneider, Dietmar; Wagner, Armin. Neurologische Intensivmedizin. [Интенсивная медицина в неврологии]. — Leipzig: Johann Ambrosius Barth, 1986. ISBN 3-335-00021-8, лицензионный номер книги в ГДР 793 789 6
- Schneider, Dietmar. Neuromonitoring. Zerebrovaskuläre und globalhypoxische Komazustände. Diagnostik-Therapiekontrolle-Prognostik. [Нейромониторинг. Состояния цереброваскулярной и глобальной гипоксической комы]. — Leipzig: Johann Ambrosius Barth, 1990. ISBN 3-335-00236-9
- под ред. Schneider, Dietmar; Engelmann, Lothar; Heinrich, Peter Intensivmedizin. Grundlagen. [Основы интенсивной терапии] — Leipzig, Heidelberg: Johann Ambrosius Barth, 1992. ISBN 3-335-00276-8
- Engelmann, Lothar; Schneider, Dietmar. Intensivmedizin. Nichtoperative Disziplinen. [Неоперативная интенсивная терапия] — Leipzig, Berlin, Heidelberg: Johann Ambrosius Barth, 1993. ISBN 3-335-00255-5
- Schneider, Dietmar; Schwab, Stefan; Hacke, Werner. Kontroversen in der Neurointensivmedizin. [Спорные вопросы интенсивной терапии в неврологии] — Stuttgart, New York: Thieme, 2005. ISBN 3-13-133921-7

## Премии и награды
- Премия Ханса Бергера[30][31] 1990 г. за докторскую диссертацию «Neuromonitoring. Zerebrovaskuläre und globalhypoxische Komazustände. Diagnostik-Therapiekontrolle-Prognostik» [Нейромониторинг. Состояния цереброваскулярной и глобальной гипоксической комы. Диагностика, контроль терапии, прогностика]
- Paper of the Year 2008 [«Лучшее медицинское исследование 2008 года» по версии журнала The Lancet за исследование об определении промежутка времени, в который возможен тромболизис пациентов с инсультом][32][33]
- Focus Ärzteliste 2000 [Список лучших врачей 2000 года по версии журнала Focus, в разделе «Неврология» — «Профессор Дитмар Шнайдер. Интенсивная терапия и длительная ИВЛ; пациенты в коме; диагностика и терапия инсульта»][34]

## Членства
Дитмар Шнайдер избирался на разные должности в различные организации, комиссии и комитеты, в том числе
- Немецкое общество интенсивной терапии и реаниматологии (DGIIN, член совета,1996-2016[35])
- Немецкое общество реаниматологии и интенсивной терапии в неврологии (DGNI, ранее ANIM[36], 1-й председатель и президент конгресса 1997 года[37][38], член совета 1992—1996 г.г.[39], казначей 1998—2012 г.г.[40], один из основателей Фонда DGNI в 2007 г.[41])
- Немецкое общество неврологии (DGN, программная комиссия 2001—2004 г.г.[42], комиссия по повышению квалификации 2003—2013 г.г.[43], делегат от DIVI 2000—2008 г.г.)
- Немецкая междисциплинарная ассоциация интенсивной терапии и реаниматологии (DIVI, казначей 2008—2014 г.г.[44], член совета Фонда DIVI с 2012 г.[45])
- Европейская конференция по инсульту (ESC, научный комитет 2001—2004 г.г.[46])
- Саксонская земельная врачебная палата (SLÄK, обладатель мандата 2011—2019 г.г.[47][48], уполномоченный по донорству органов с 2014 г.[49], член комиссии по трансплантологии с 2011 г.)